# ريان هارت (سياسي)
ريان هارت هو سياسي أمريكي، ولد في 9 ديسمبر 1923، وتوفي في 5 مارس 2001. انتخب عضو مجلس نواب كارولاينا الجنوبية ‏ وانتخب عضو مجلس ولاية كارولاينا الجنوبية ‏.